# 東南極クラトン

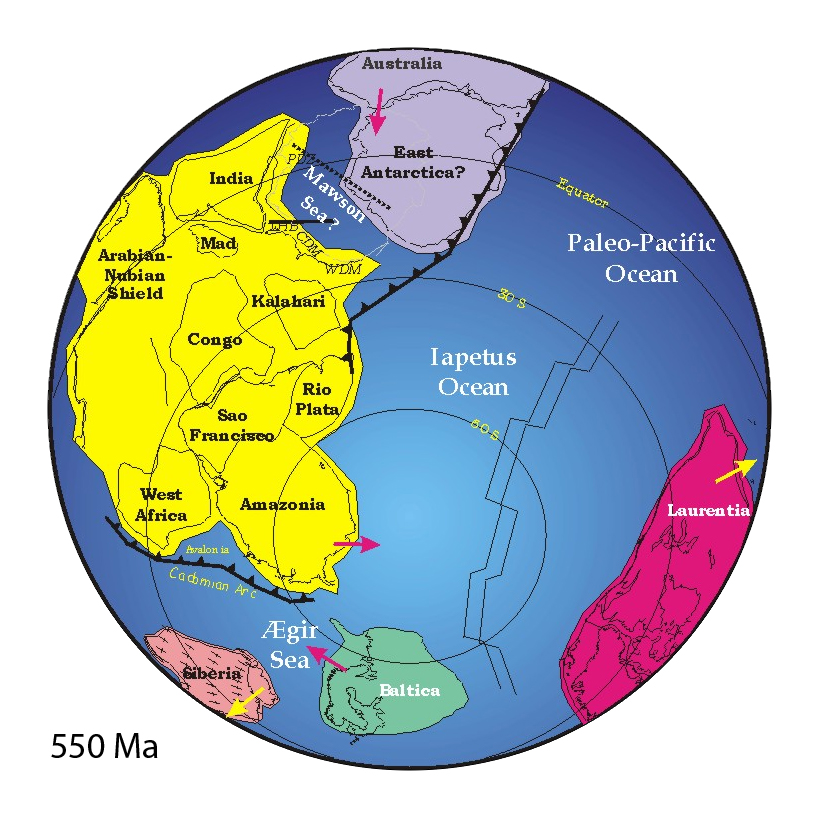
5.5億年前の古生代初期においては、東南極とオーストラリアは合体していた（紫色の部分）

東南極クラトン (East Antarctic craton)は、南極の大部分を構成している、太古から存在しているクラトンである。18億年前はヌーナ大陸の一部であった。古生代初期に渡って、東南極はゴンドワナ大陸の一部であったが、中生代のゴンドワナ大陸の分裂の際、他の主要な大陸から分離した。分裂後の時期を通して、西南極を構成しているテレーン（地塊）が付加され、現在の南極が形成された。

## 参考資料
- Stanford University abstract